# Кестеньга
Кестеньга (рос. Кестеньга, карел. Kiestinki, (фін. Kiestinki) — селище в Лоухському районі Республіки Карелія на північному берегу озера Топозеро. Адміністративний центр Кестеньгського сільського поселення. На лінії Лоухі-Пяозерський є залізнична станція. За результатами перепису населення 2013 року у селищі мешкало 1117 людей.